# Duma Państwowa (Imperium Rosyjskie)

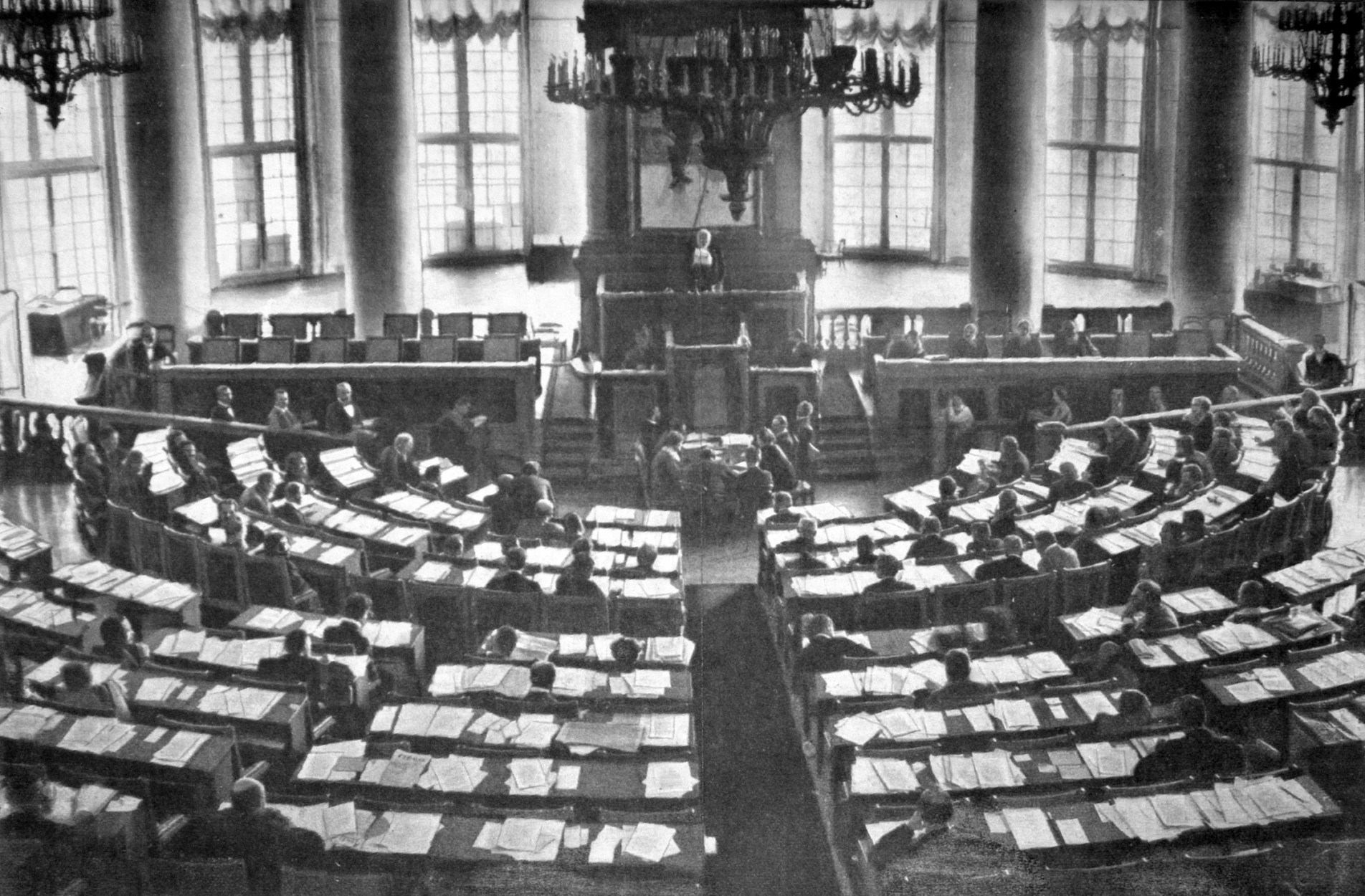
Sala posiedzeń Dumy 1906–1917 w Pałacu Taurydzkim. Widok prezydium

Duma Państwowa (ros. Государственная дума) – izba niższa parlamentu Imperium Rosyjskiego w latach 1906–1917.

## Geneza, historia
Z powodu kryzysu państwa wywołanego przez rewolucję 1905 roku, car Mikołaj II zmuszony był zgodzić się na ustanowienie Dumy; miała ona pełnić funkcję parlamentu w Rosji, rządzonej dotychczas na zasadzie nieograniczonego carskiego absolutyzmu (samodzierżawie). Duma została powołana na mocy manifestu cesarza z 6 sierpnia?/19 sierpnia 1905.

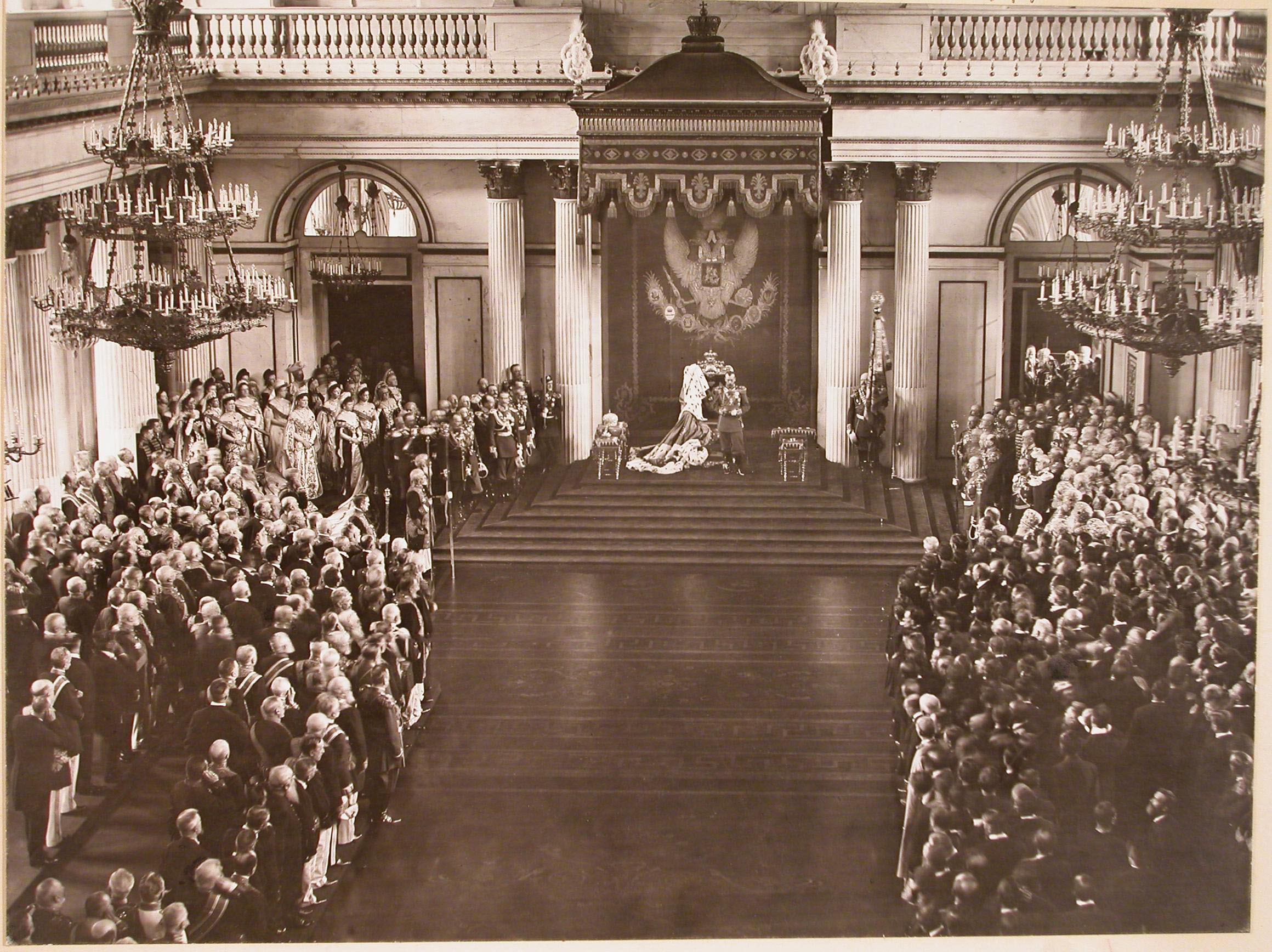
Mowa tronowa Mikołaja II przy otwarciu I Dumy w 1906. Pałac Zimowy, Sankt Petersburg.

Pierwsza Duma zebrała się w kwietniu 1906 (27 kwietnia?/10 maja 1906). W skład pierwszej Dumy wchodziło 478 posłów, w tym 54 posłów polskich (36 posłów z guberni Królestwa Polskiego, w tym 34, którzy utworzyli Koło Polskie i 19 posłów z Koła Kresowego). Stosunkowo wolne wybory wprowadziły do niej wielu posłów o poglądach socjalistycznych i liberalnych, którzy domagali się dalszych reform, m.in. prawa do mianowania ministrów. W izbie dominowała liberalna Partia Konstytucyjno-Demokratyczna, która zdobyła 179 mandatów (37,4%). Duma została rozwiązana przez cara zaledwie 10 tygodni po rozpoczęciu funkcjonowania.
Druga Duma, zebrana 5 marca 1907, była jeszcze bardziej radykalna i również trwała krótko. Druga Duma liczyła 518 posłów, w tym 46 posłów polskich (35 posłów z Królestwa i 11 posłów z Koła Kresowego).
Wybory do Trzeciej Dumy odbyły się przy zmienionej ordynacji wyborczej, ograniczającej poprzez system kurialny reprezentację robotników, chłopów i nierosyjskich narodowości Imperium; umożliwiły one większą reprezentację warstw społeczeństwa przychylnych absolutyzmowi monarchy. Dopiero ta Trzecia Duma, dużo bardziej konserwatywna od poprzednich, przetrwała pełną kadencję, od 1907 do 1912. W jej skład weszło 12 posłów z Królestwa Polskiego (w tym 11 związanych z endecją) i 7 z ziem zabranych.
Czwarta Duma, w latach 1912–1917, była właściwie tylko klubem dyskusyjnym i oferowała bardzo ograniczoną krytykę rządów cara. W jej skład weszło 9 posłów z Królestwa Polskiego i 4 z ziem zabranych. W czasie rewolucji lutowej Duma wyłoniła tzw. Komitet Tymczasowy Dumy, który w porozumieniu z Radą Delegatów Robotniczych i Żołnierskich w Piotrogrodzie powołał 15 marca 1917 Rząd Tymczasowy. Od marca 1917 Duma nie zebrała się ani razu, choć regularnie zbierał się Komitet Tymczasowy Dumy. 8 października 1917 Duma została rozwiązana przez Rząd Tymczasowy w związku z ogłoszeniem Rosji republiką i przygotowaniem do wyborów Zgromadzenia Konstytucyjnego (Konstytuanty) Rosji.
Miejscem obrad Dumy był Pałac Taurydzki w Sankt Petersburgu.

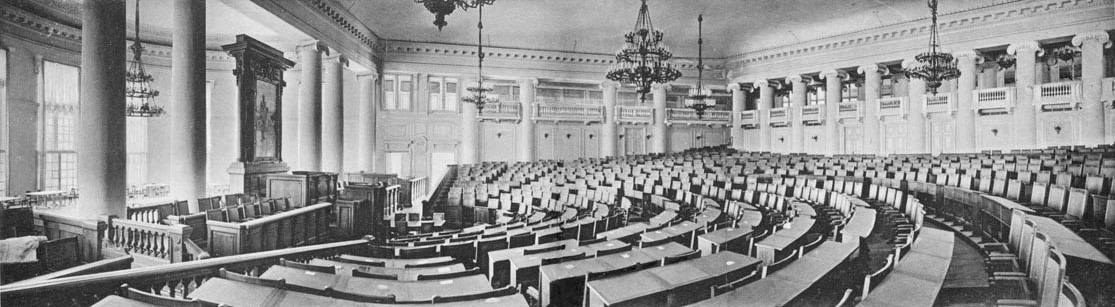
Izba plenarna Pierwszej Dumy w Pałacu Taurydzkim. Widok ogólny.

## Przewodniczący Dumy Państwowej Imperium Rosyjskiego
- I Duma: Siergiej Muromcew (kadeci) 1906
- II Duma: Fiodor Gołowin (kadeci) 1907
- III Duma: Nikołaj Chomiakow (oktiabryści) 1907–1910
- III Duma: Aleksandr Guczkow (oktiabryści) 1910–1911
- III Duma: Michaił Rodzianko (oktiabryści) 1911–1912
- IV Duma: Michaił Rodzianko (oktiabryści) 1912–1917

## Niektórzy polscy posłowie do Dumy
- Aleksander Babicki – poseł ziemi piotrkowskiej 1907
- Jan Bielawski – poseł ziemi kieleckiej 1907
- Michał Benisławski – poseł ziemi witebskiej 1907
- Stanisław Chełchowski – poseł ziemi płockiej 1906
- Aleksander Chomiński – poseł z gub. wileńskiej 1907
- Seweryn Czetwertyński – poseł ziemi siedleckiej 1906
- Henryk Dembiński – poseł ziemi kieleckiej 1907
- Roman Dmowski – poseł z Warszawy 1907–1909
- Mateusz Dziurzyński – poseł ziemi piotrkowskiej 1907
- Juliusz Florkowski – poseł ziemi lubelskiej 1906
- Jerzy Gościcki – poseł ziemi płockiej 1912–1917
- Władysław Grabski – poseł ziemi warszawskiej 1906–1912
- Jan Harusewicz – poseł ziemi łomżyńskiej do I, II, III i IV Dumy (1906–1917), w IV Dumie przewodniczący Koła Polskiego
- Władysław Jabłonowski – poseł z Warszawy 1909–1912
- Wiktor Jaroński – poseł ziemi kieleckiej 1906–1917 (zobacz też: deklaracja Wiktora Jarońskiego)
- Hieronim Kondratowicz – poseł ziemi piotrkowskiej 1906
- Aleksander Lednicki – poseł ziemi mińskiej 1906
- Bronisław Malewski – poseł ziemi lubelskiej 1906
- Roman Malinowski – poseł z guberni moskiewskiej 1912–1914
- Mateusz Manterys – poseł ziemi kieleckiej 1906
- Józef Nakonieczny – poseł ziemi lubelskiej do I, III i IV Dumy (1906–1915)
- Franciszek Nowodworski – poseł ziemi warszawskiej 1906–1907
- Alfons Parczewski – poseł ziemi kaliskiej 1906–1912
- Edward Pepłowski – poseł ziemi piotrkowskiej 1907
- Leon Petrażycki – poseł z guberni petersburskiej 1906
- Stefan Plewiński – poseł ziemi lubelskiej 1907
- Henryk Potocki – poseł ziemi kieleckiej 1906
- Jan Stecki – poseł ziemi lubelskiej 1906–1907
- Stanisław Śliwiński – poseł ziemi lubelskiej 1907
- Teofil Waligórski – poseł ziemi kieleckiej 1906
- Maurycy Zamoyski – poseł ziemi lubelskiej 1906
- Władysław Żukowski – poseł ziemi piotrkowskiej 1907–1912